# Joaquim Távora
Joaquim Távora est une municipalité brésilienne située dans l'État du Paraná.